# Дісціпліна клерікаліс
«Дісціпліна клерікаліс» — одна з відомих середньовічних збірок новел, притч, максим, що її уклав Петрус Альфонсі, іспанський вчений і письменник, на базі арабських джерел у XII ст. Головне призначення збірки — розважати, наставляти та удосконалювати читача, про що й каже сама назва твору — «Disciplina clericalis» («Життєвий дороговказ освіченим людям»).
У  середньовічній Європі збірка надихала ідеями священиків, моралістів, а пізніше й письменників, таких як Боккаччо та Чосер.

## Структура
Збірка складається з прологу, 34 екземплумів (прикладів) та епілогу. Основна частина збірки — це новели та сентенції, облямовані такими формулами як: «араб (філософ) сказав своєму сину...», «один філософ казав... другий філософ казав».

Серед екземплумів наявні такі розповіді:
- «Про напівдружбу»
- «Про справжню дружбу»
- «Про трьох поетів»
- «Про віслюка та лисицю»
- «Про чоловіка і змію»
- «Про горбаня та поета»
- «Про двох кліриків, що увійшли в таверну»
- «Про захриплий голос сови»
- «Про винороба»
- «Про лляне простирало»
- «Про меч»
- «Про короля і його оповідача»
- «Про цуценя, що плаче»
- «Про колодязь»
- «Про десять скринь»
- «Про бочки з олією»
- «Про золотого змія»
- «Про стежку»
- «Про двох городян і селянина»
- «Про Недуї, учня королівського кравця»
- «Про двох менестрелів»
- «Про селянина і пташку»
- «Про худобу, яку селянин пообіцяв вовку та про осуд лисиці»
- «Про крадія місячного променя»
- «Про філософа Маріануса»
- «Про двох братів і бюджет короля»
- «Про слугу Меймунда»
- «Про Сократа та короля»
- «Про розсудливого сина і королівського візира»
- «Про захланного злодія»
- «Про пастуха і торговця худобою»
- «Про вченого чоловіка, який проходить через кладовище»
- «Про золоту могилу Александра»
- «Про ереміта, що підготував свою душу до смерті»

## Переклад
- «Про напівдружбу» [Архівовано 3 лютого 2016 у Wayback Machine.]